# 704 (číslo)
Sedm set čtyři je přirozené číslo. Následuje po čísle sedm set tři a předchází číslu sedm set pět. Římskými číslicemi se zapisuje DCCIV a řeckými číslicemi ψδ. 

## Matematika
704 je:
- Abundantní číslo
- Složené číslo
- Nešťastné číslo

## Astronomie
- (704) Interamnia je planetka hlavního pásu, kterou objevil v roce 1910 Vincenzo Cerulli

## Roky
- 704
- 704 př. n. l.